# Saint-Chaffrey
Saint-Chaffrey – miejscowość i gmina we Francji, w regionie Prowansja-Alpy-Lazurowe Wybrzeże, w departamencie Alpy Wysokie.

## Demografia
Według danych na rok 1990 gminę zamieszkiwały 1424 osoby, a gęstość zaludnienia wynosiła 55 osób/km². W styczniu 2015 r. Saint-Chaffrey zamieszkiwało 1731 osób, przy gęstości zaludnienia wynoszącej 66,9 osób/km².